# Rubens Bertogliati
Rubens Bertogliati (Lugano, Suiza, 9 de mayo de 1979) es un ciclista suizo.
Debutó como profesional en el año 2000 con el equipo Lampre-Daikin y se retiró a finales de 2012 en el equipo estadounidense Team Type 1-Sanofi. Fue director deportivo del equipo IAM Cycling.
Fue dos veces campeón suizo contrarreloj y su mayor logro a nivel internacional es una etapa del Tour de Francia en 2002 que le valió para vestirse con el maillot amarillo de líder.

## Palmarés
2001
- 3.º en el Campeonato de Suiza Contrarreloj

2002
- GP Chiasso
- 1 etapa del Tour de Francia
- 3.º en el Campeonato de Suiza Contrarreloj

2008
- 2.º en el Campeonato de Suiza Contrarreloj

2009
- Campeonato de Suiza de Contrarreloj

2010
- Campeonato de Suiza de Contrarreloj

## Resultados en Grandes Vueltas y Campeonatos del Mundo
| Carrera              | Carrera              | 2000 | 2001  | 2002  | 2003  | 2004 | 2005 | 2006 | 2007 | 2008 | 2009 | 2010 | 2011 | 2012 |
| -------------------- | -------------------- | ---- | ----- | ----- | ----- | ---- | ---- | ---- | ---- | ---- | ---- | ---- | ---- | ---- |
|                      | Giro de Italia       | ―    | ―     | ―     | ―     | 51.º | ―    | ―    | Ab.  | ―    | 64.º | 66.º | ―    | ―    |
|                      | Tour de Francia      | ―    | 140.º | 138.º | ―     | ―    | 92.º | ―    | ―    | Ab.  | ―    | ―    | ―    | ―    |
|                      | Vuelta a España      | ―    | ―     | ―     | 154.º | ―    | ―    | ―    | ―    | ―    | ―    | ―    | ―    | ―    |
| Mundial en Ruta      | Mundial en Ruta      | ―    | ―     | 30.º  | ―     | ―    | ―    | ―    | ―    | 25.º | Ab.  | ―    | ―    | ―    |
| Mundial Contrarreloj | Mundial Contrarreloj | ―    | ―     | ―     | ―     | ―    | ―    | ―    | ―    | 30.º | 40.º | ―    | ―    | ―    |

—: no participa
Ab.: abandono

## Equipos
- Lampre (2000-2003)
  - Lampre-Daikin (2000-2002)
  - Lampre (2003)
- Saunier Duval (2004-2008)
  - Saunier Duval-Prodir (2004-2007)
  - Saunier Duval-Scott (2008)[2]
  - Scott-American Beef (2008)[3]
- Serramenti PVC Diquigiovanni/Androni Giocattoli (2009-2010)
  - Serramenti PVC Diquigiovanni-Androni Giocattoli (2009)
  - Androni Giocattoli-Serramenti PVC Diquigivanni (2010)
- Team Type 1-Sanofi (2011-2012)
  - Team Type 1-Sanofi Aventis (2011)[2]
  - Team Type 1-Sanofi (2011[4] -2012)